# Streblocera destituta
Streblocera destituta är en stekelart som beskrevs av Chou 1990. Streblocera destituta ingår i släktet Streblocera och familjen bracksteklar. Inga underarter finns listade i Catalogue of Life.